# Basílio de Edessa
Basílio (em latim: Basilius) foi um oficial bizantino do século VI, ativo no reinado do imperador Anastácio I (r. 491–518). Era natural de Edessa. Em 503, quando era conde e no contexto da Guerra Anastácia (502–506), foi entregue como refém por Areobindo ao xainxá Cavades I. O acordo firmado quando Basílio foi entregue foi quebrado pelos persas pouco tempo depois, mas Cavades se recusou a devolvê-lo. Em 504/5, quando Cavades queria a paz, decidiu devolvê-lo. Em 507, foi nomeado conde do Oriente. Ao assumir, teve que lidar com a eclosão de revoltas das facções do hipódromo, mas não obteve sucesso. Foi depois sucedido por Procópio.